# Europa Demokracja Esperanto

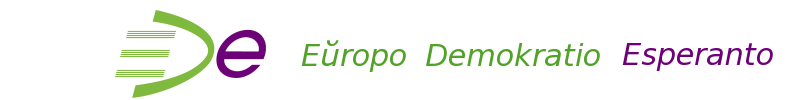
Logo EDE

Europa Demokracja Esperanto (EDE, esperanto Eŭropo Demokratio Esperanto) – ruch polityczny, który chcę zwiększyć zrozumienie, umocnić demokrację i wielojęzyczność w Europie poprzez esperanto.
Francuska sekcja, Europe–Démocratie–Espéranto brała udział w wyborach do Parlamentu Europejskiego w 2004, 2009, 2014 i 2019. Niemieckia sekcja, Europa–Demokratie–Esperanto w 2009 zebrała 5240 podpisów (z minimalnych 4000), dzięki czemu brała udział w wyborach do Parlamentu Europejskiego. Żadnej innej sekcji nie udało się startować w wyborach.

## Cele i Program
Główną myślą ruchu jest "zapewnić Unii Europejskiej potrzebnych narzędzi do ustanowienia demokracji uczestniczącej".
Pomimo wcześniejszej konferencji w 2009, dwie sekcje, niemiecka i francuska miały odrębne, niezależne od siebie programy, które najpierw zostały napisane w danym języku narodowym i dopiero później przetłumaczone na esperanto.

## Organizacje
EDE składa się z pięciu związków:
- Federacja Europa Demokracja Esperanto, międzynarodowy związek założony 21 grudnia 2003 w Strasburgu[5];
- EDE-Francja (Europe – Démocratie – Espéranto) – założony w 2003[6];
- EDE-Niemcy (Europa – Demokratie – Esperanto) – założony w 2004 i zreaktywowany w 2008[6][7];
- EDE-Węgry (Európa – Demokrácia – Eszperantó) – założony w 2009[8];
- EDE-Polska (Polskie Stowarzyszenie Europa – Demokracja – Esperanto) – założony jako związek 20 marca 2011 i zarejestrowany sądownie 19 września 2011 jako EDE-PL[9][10];
- EDE-Bulgario – założony w 2013.

We Francji istnieją też regionalne podorganizacje.

## Konferencje
Na Pierwszą Międzynarodową Konferencję EDE przybyło 16 osób z 4 różnych krajów, spotkanie odbywało się od 27 lutego do 1 marca 2009 w Strasburgu. Uczestnicy rozmawiali o programie EDE i przygotowywali się do udziału w wyborach do Parlamentu Europejskiego. Między innymi rozdawali ulotki w mieście Kehl i zdobywali podpisy.

## Wyniki w wyborach parlamentarnych

### W 2004 roku
We Francji:
| Okręg                        | Lider               | Głosy  | Procent |
| ---------------------------- | ------------------- | ------ | ------- |
| Île-de-France                | Georges Kersaudy    | 5 789  | 0,21%   |
| Wschodnia Francja            | Bruno Schmitt       | 5 336  | 0,24%   |
| Zachodnia Francja            | Denis-Serge Clopeau | 4 926  | 0,19%   |
| Południowo-Zachodnia Francja | Thierry Saladin     | 3 687  | 0,15%   |
| Południowo-Wschodnia Francja | Christian Garino    | 2 559  | 0,09%   |
| Masyw Centralny-Centrum      | Jean-Paul Tonnieau  | 2 174  | 0,15%   |
| Północno-Wschodnia Francja   | Bertrand Hugon      | 788    | 0,03%   |
| Razem                        |                     | 25 259 | 0,15%   |

### W 2009 roku
We Francji:
| Okręg                        | Lider             | Głosy  | Procent |
| ---------------------------- | ----------------- | ------ | ------- |
| Île-de-France                | Elisabeth Barbay  | 5 789  | 0,21%   |
| Wschodnia Francja            | Fabien Tschudy    | 5 336  | 0,24%   |
| Zachodnia Francja            | Bert Schumann     | 4 926  | 0,19%   |
| Południowo-Zachodnia Francja | Raymond Faura     | 3 687  | 0,15%   |
| Południowo-Wschodnia Francja | Christian Garino  | 2 559  | 0,09%   |
| Masyw Centralny-Centrum      | Farhad Daneshmand | 2 174  | 0,15%   |
| Północno-Wschodnia Francja   | Jacques Borie     | 788    | 0,03%   |
| Terytoria zamorskie Francji  | Jacques Etienne   | 1 537  | 0,44%   |
| Razem                        |                   | 28 945 | 0,17%   |

W Niemczech zdobyli 11.772 głosów, co przenosi się na 0,045%.

### W 2014 roku
We Francji:
| Okręg                        | Lider                 | Głosy  | Procent |
| ---------------------------- | --------------------- | ------ | ------- |
| Île-de-France                | Laure Patas d'Illiers | 4 531  | 0,15%   |
| Wschodnia Francja            | Geneviève Martin      | 4 712  | 0,19%   |
| Zachodnia Francja            | Lyse Bordage          | 4 388  | 0,16%   |
| Południowo-Zachodnia Francja | Monique Juy           | 4 714  | 0,16%   |
| Południowo-Wschodnia Francja | Monique Arnaud        | 5 898  | 0,18%   |
| Masyw Centralny-Centrum      | Marcelle Provost      | 3 404  | 0,23%   |
| Północno-Wschodnia Francja   | Christine Pieters     | 5 023  | 0,18%   |
| Terytoria zamorskie Francji  | Monique Fillat        | 939    | 0,33%   |
| Razem                        |                       | 28 945 | 0,17%   |

### W 2019 roku
We Francji:
| Region                           | Głosy  | Procent |
| -------------------------------- | ------ | ------- |
| Île-de-France                    | 2 179  | 0,06%   |
| Owernia-Rodan-Alpy               | 2 206  | 0,08%   |
| Burgundia-Franche-Comté          | 856    | 0,09%   |
| Bretania                         | 1 033  | 0,08%   |
| Region Centralny-Dolina Loary    | 930    | 0,10%   |
| Korsyka                          | 94     | 0,11%   |
| Grand Est                        | 1 520  | 0,08%   |
| Gwadelupa                        | 4      | 0,01%   |
| Gujana Francuska                 | 0      | 0,00%   |
| Hauts-de-France                  | 1 736  | 0,08%   |
| Reunion                          | 36     | 0,02%   |
| Martynika                        | 186    | 0,47%   |
| Normandia                        | 977    | 0,08%   |
| Nowa Akwitania                   | 2 384  | 0,11%   |
| Oksytania                        | 1 883  | 0,09%   |
| Kraj Loary                       | 1 147  | 0,09%   |
| Prowansja-Alpy-Lazurowe Wybrzeże | 1 353  | 0,08%   |
| Majotta                          | 4      | 0,02%   |
| Razem                            | 18 528 | 0,08%   |